# Final da Liga Europa da UEFA de 2024–25
A Final da Liga Europa da UEFA de 2024–25 foi a partida final da Liga Europa da UEFA de 2024–25, a 54ª temporada do torneio secundário de futebol de clubes da Europa organizado pela UEFA e a 16ª desde que foi renomeada de Copa da UEFA para o nome atual. A partida foi disputada no Estádio de San Mamés, em Bilbau, na Espanha, em 21 de maio de 2025.
Os vencedores ganharam o direito de jogar contra o vencedor da Liga dos Campeões da UEFA de 2024–25, na Supercopa da UEFA de 2025.

## Escolha da Sede
Em 16 de julho de 2021, o Comitê Executivo da UEFA anunciou que, devido à retirada de Bilbau como cidade-sede da UEFA Euro 2020, o Estádio de San Mamés foi escolhido para ser sede da final de 2025 da Liga Europa. Isso fazia parte de um acordo da UEFA para reconhecer os esforços e investimentos financeiros feitos para sediar o UEFA Euro 2020.

## Caminho até a final
Nota: Em todos os resultados abaixo, os gols dos finalistas é dado primeiro (C: casa; F: fora).
| Pos. | Equipe            | Pts |
| ---- | ----------------- | --- |
| 1    | Lazio             | 19  |
| 2    | Athletic Bilbao   | 19  |
| 3    | Manchester United | 18  |
| 4    | Tottenham         | 17  |

| Pos. | Equipe            | Pts |
| ---- | ----------------- | --- |
| 1    | Lazio             | 19  |
| 2    | Athletic Bilbao   | 19  |
| 3    | Manchester United | 18  |
| 4    | Tottenham         | 17  |

## Partida

### Detalhes
A final foi disputada em 21 de maio de 2025 no Estádio de San Mamés, em Bilbau. Foi realizado um sorteio após os sorteios dos 16avos-de-final e dos oitavos-de-final, para determinar a equipa "da casa" para efeitos administrativos. 
| 21 de maio de 2025 | Tottenham      | 1-0       | Manchester United | Estádio de San Mamés                  |
| 21:00 (UTC+2)      | B. Johnson 42' | Relatório |                   | Público: 49 224 Árbitro: Felix Zwayer |

| Tottenham Hotspur | Manchester United |

| GK               | 1  | Guglielmo Vicario |     |     |
| RB               | 23 | Pedro Porro       |     |     |
| CB               | 17 | Cristian Romero   |     |     |
| CB               | 37 | Micky van de Ven  | 49' |     |
| LB               | 13 | Destiny Udogie    |     | 90' |
| CM               | 29 | Pape Matar Sarr   |     | 90' |
| CM               | 8  | Yves Bissouma     | 68' |     |
| CM               | 30 | Rodrigo Bentancur |     |     |
| RF               | 22 | Brennan Johnson   |     | 78' |
| CF               | 19 | Dominic Solanke   |     |     |
| LF               | 9  | Richarlison       | 58' | 67' |
| Substitutos:     |    |                   |     |     |
| GK               | 40 | Brandon Austin    |     |     |
| GK               | 41 | Alfie Whiteman    |     |     |
| DF               | 4  | Kevin Danso       |     | 78' |
| DF               | 24 | Djed Spence       |     | 90' |
| DF               | 33 | Ben Davies        |     |     |
| MF               | 14 | Archie Gray       |     | 90' |
| MF               | 47 | Mikey Moore       |     |     |
| FW               | 7  | Son Heung-min     |     | 67' |
| FW               | 11 | Mathys Tel        |     |     |
| FW               | 28 | Wilson Odobert    |     |     |
| FW               | 44 | Dane Scarlett     |     |     |
| FW               | 63 | Damola Ajayi      |     |     |
| Treinador:       |    |                   |     |     |
| Ange Postecoglou |    |                   |     |     |

| GK           | 24 | André Onana        |       |     |
| CB           | 15 | Leny Yoro          |       |     |
| CB           | 5  | Harry Maguire      | 88'   |     |
| CB           | 23 | Luke Shaw          |       |     |
| RM           | 3  | Noussair Mazraoui  |       | 85' |
| CM           | 18 | Casemiro           |       |     |
| CM           | 8  | Bruno Fernandes    |       |     |
| LM           | 13 | Patrick Dorgu      |       | 90' |
| RF           | 16 | Amad Diallo        | 35'   |     |
| CF           | 9  | Rasmus Højlund     |       | 71' |
| LF           | 7  | Mason Mount        |       | 71' |
| Substitutos: |    |                    |       |     |
| GK           | 1  | Altay Bayındır     |       |     |
| DF           | 2  | Victor Lindelöf    |       |     |
| DF           | 20 | Diogo Dalot        |       | 85' |
| DF           | 26 | Ayden Heaven       |       |     |
| DF           | 35 | Jonny Evans        | 90+2' |     |
| DF           | 41 | Harry Amass        |       |     |
| MF           | 14 | Christian Eriksen  |       |     |
| MF           | 25 | Manuel Ugarte      |       |     |
| MF           | 37 | Kobbie Mainoo      |       | 90' |
| MF           | 43 | Toby Collyer       |       |     |
| FW           | 11 | Joshua Zirkzee     | 84'   | 71' |
| FW           | 17 | Alejandro Garnacho |       | 71' |
| Treinador:   |    |                    |       |     |
| Ruben Amorim |    |                    |       |     |

| Homem da Partida: Cristian Romero (Tottenham Hotspur) Árbitros assistentes: ALE Robert Kempter ALE Christian Dietz Quarto árbitro: ITA Maurizio Mariani Árbitro assistente reserva: ITA Daniele Bindoni Árbitro assistente de vídeo: ALE Bastian Dankert Árbitro assistente do árbitro de vídeo: ALE Benjamin Brand Árbitro assistente de vídeo de apoio: ESP Carlos del Cerro Grande | Regras da partida - 90 minutos - 30 minutos de prorrogação se for necessário - Disputa por pênaltis se o placar continuar empatado - 20 substitutos - Máximo de cinco substituições, com uma sexta permitida na prorrogação |